# Ларссон, Лена
Лена Кристина Ларссон (швед. Lena Christina Larsson), урождённая Рабениус (швед. Rabenius, 31 июля 1919[…], Сабю — 4 апреля 2000, Лидингё, Стокгольм) — шведский дизайнер интерьеров, известна как пионер создания нетрадиционной семейной обстановки, и нового идеала износостойкости 1960-х годов. В 1940 году она вышла замуж за архитектора Мортена Ларссона (швед. Mårten Larsson), у них было четверо детей. Она была из шведской знатной семьи Рабениусов.

## Биография

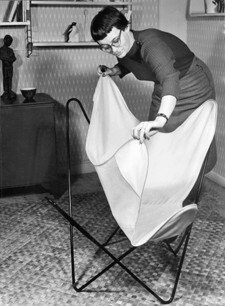
Лена Ларссон в NK в 1950 году

Ларссон родилась в 1919 году в Траносе под именем Лена Рабениус. Она выучилась на краснодеревщика в школе мастерства Карла Мальмстена. После этого она работала у краснодеревщика Элиаса Сведберга, вместе с которым проектировала мебель. В начале 1940-х годов она была нанята Svenska Slöjdföreningen (ныне Svensk Forum) и Svenska Arkitekters Riksförbund для проведения исследования домашней жизни людей. Она брала интервью у домохозяек о том, как они использовали свои дома в начале 1940-х годов. Результаты опроса должны были быть использованы в качестве образца для строительства удобных домов после Второй мировой войны.
В Hälsingborgsmässan H55 она вместе с архитекторами Андерсом-Уильямом Олссоном и Мортеном Ларссоном построила дом на одну семью Skal och kärna. С 1956 по 1960 год она была главным редактором журнала о домашнем декоре Allt i hemmet. Будучи художественным руководителем магазина Nordiska Kompaniet (Северная компания) с 1947 по 1956 год, она использовала свои знания для создания дизайнерских решений для дома, облегчающих домашний образ жизни. У Nordiska Kompaniet с 1947 по 1956 и с 1961 по 1965 годы были специальные магазины NK-bo и NK-bo NU, в которых продавалась дешёвая и экспериментальная мебель для всей семьи. Они также стали форумом для идей и продуктов, которые должны были протестировать молодые дизайнеры. Таким образом, Лена открыла дорогу как состоявшимся, так и новым дизайнерам и мебельщикам.